# Mỹ nam đại chiến
Mỹ nam đại chiến/No Breathing (tiếng Hàn: 노브레싱; Romaja: Nobeureshing) là một bộ phim thể thao Hàn Quốc sản xuất năm 2013 đề cập đến việc cạnh tranh trong môn bơi, với sự tham gia của Seo In-guk, Lee Jong-suk và Kwon Yuri. Phim ra rạp lần đầu vào 30 tháng 10 năm 2013.

## Nội dung
Won Il (Seo In Guk) từng là một vận động viên nhí đầy triển vọng nhưng xa rời đường đua xanh sau khi cha cậu tử nạn trên đường đua này còn mẹ cũng vì vậy mà qua đời. Won Il sống như thể chẳng có ngày mai cho đến khi một người bạn lâu năm của cha cậu giúp cậu trở lại với bể bơi ở một trường giáo dục thể chất. Trái ngược với Won Il là Woo Sang (Lee Jong Suk), một đối thủ luôn thua kém Won Il lúc nhỏ. Hiện tại, Woo Sang là một ngôi sao bơi lội bị tước quyền vận động viên quốc gia do vướng vào một vụ rắc rối và phải trở về trường giáo dục thể chất bắt đầu lại từ số không. Hai chàng trai kỳ phùng địch thủ chạm mặt không chỉ trên đường đua mà còn cả trên tình trường khi cùng yêu cô nữ sinh xinh đẹp Jung Eun (Kwon Yuri).

## Diễn viên

### Diễn viên chính
- Seo In-guk vai Jo Won-il, một thần đồng bơi lội người ngừng tham gia thể thao, và bây giờ muốn một sự trở lại. Anh ta là một người bướng bỉnh, bốc đồng.[4]
- Lee Jong-suk vai Jung Woo-sang, một động viên bơi lội quốc gia là những người cứng nhắc và sống khép kín, và xuất thân từ một gia đình có quyền.[5]
- Kwon Yuri vai Jung-eun, một cô gái với một tính cách vô tư mơ ước trở thành ca sĩ. Cô quen với các chàng trai từ nhỏ.[6][7][8]

### Diễn viên phụ
- Shin Min-chul vai Jung-dong
- Yoon Kyun Sang vai Yun Min Sang
- Kim Jae-young vai Dae-chan
- Park Chul-min vao Jae-suk
- Park Jung-chul vao Coach Jang
- Sunwoo Jae-duk vao Woo-sang's father
- Ah Young vai Se-mi[9]
- Jeon Bo-mi vai Ha-na
- Lee Chang-joo vai Woo-hyun
- Park Hyun-woo vai Jo Min-gook
- Yoo Seung-yong vai Won-il lúc nhỏ
- Nam Da-reum vai Woo-sang lúc nhỏ
- Kim Bo-min vai Jung-eun lúc nhỏ
- Jung Min-sung vai bình luận viên
- Park Yong-sik vai Chủ tịch Hiệp hội bơi
- Kim Young-sun vai mẹ Woo-sang
- Kim Jung-hak vai phóng viên Han

## Production
Phim khởi quay ngày 19 tháng 5 năm 2013. Cảnh quay hải ngoại tại Davao của Philippines được đưa vào áp phích của phim.

## Công chiếu

### Hàn Quốc
Trong ngày phát hành đầu tiên 30 tháng 10 năm 2013, No Breathing thu hút 44,707 khán giả, xếp thứ 4 phòng vé Hàn Quốc. Phim bán được tất cả 451,669 vé trong thời gian chiếu trong nước, doanh thu 2,991,824,739 ₩ (2,781,101 đô la Mỹ).

### Quốc tế
Phim cũng được chiếu tại các rạp khác ở châu Á vào tháng 12 năm 2013, như Singapore (5/12), Hong Kong (12/12), Đài Loan (13/12), và Việt Nam (28/12). Phim đạt doanh thu $22,655 trong tuần đầu tại Singapore, sau tuần thu về $38,740. Trong khi đó tuần đầu tiên tại Hong Kong, doanh thu là $35,728 và đạt $53,729 sau khi kết thúc chiếu.

## Soundtrack
Ngày 22 tháng 10 năm 2013, CJ E&M Music phát hành hai đĩa đơn của phim, đều của Kwon Yuri: "Bling Star" và "반짝반짝 (Twinkle Twinkle)."